# Справочник Техаса
Справочник Техаса (англ. Handbook of Texas) — обширная энциклопедия, содержащая данные о географии, истории и известных людях Техаса, изданная Ассоциацией истории штата Техас (TSHA).

## История
Оригинальная версия справочника была написана президентом ассоциации Уолтером Прескоттом Уэббом профессором отделения истории Техасского университета. Первые два тома были выпущены в 1952 году, а в 1976 вышел дополнительный том энциклопедии.
В 1996 году был издан Новый справочник Техаса, который содержал 6 томов и более 23 000 статей.
В 1999 году появился Онлайн-справочник Техаса, полностью содержащую тексты печатной версии и исправлениями, а также около 400 статей не вошедших в издание из-за ограничений в размере сборника. Справочник продолжает дополняться статьями, число которых уже достигло 25 000. Сетевая версия включает серию статей на общие темы, например «Техас после Второй Мировой войны», биографии таких людей как Хьюстон, Сэм и географические статьи, например «Уэйко, Техас».
В создании справочника принимали участие многие ученые и профессора, занимающиеся изучением истории Техаса.